# Eduardo Massé
Eduardo Massé, (Lima, Perú; Siglo XX) es autor y conferencista peruano-canadiense radicado en México. Es especialista en temas implicados en el Bienestar Integral como forma de Ciencia.

## Biografía
Trabajó 7 años, al lado del gurú norteamericano Anthony Robbins amplificando su pasión y experiencia como entrenador en el desarrollo humano. Fungió por casi una década como Director de la División LATAM, para el grupo norteamericano, HAMIL a cargo del desarrollo y crecimiento en países como Colombia, México, Perú, Brasil, Chile, Argentina, Uruguay y Venezuela.
Estudió Mercadeo en La Salle College e hizo una especialidad en Psicología Positiva y Liderazgo bajo la tutela de embajador mundial de HAPPINESS, el distinguido profesor de Harvard: Tal Ben-Shahar.
En el año 2004 inició un proyecto en Montreal, HOPE IN A BOTTLE, la primera marca de agua natural embotellada en Canadá, con el objetivo educar y prevenir contra el cáncer de mamas, proyecto que lo llevó a colaborar directamente con el expresidente Bill Clinton y la fundación Susan G Kohen en USA. En USA, fue el coconductor del programa PORTAL, como especialista en BIENESTAR INTEGRAL, transmitido en ciudades como: Miami, New York, New Jersey, Atlanta, LA, San Antonio, Las Vegas, Fenix, San Antonio, Laredo y Chicago. Escribe artículos que son publicados y sirven como referencia en prestigiosos medios de actualidad y negocios tales como Forbes y el diario El Financiero de México.
Como conferencista a nivel internacional, ha participado en WOBI (2014, 2015 y 2016), TED, el Neuro Leadership Summit 2016 y World Happiness Summit 2017. Como investigador, contribuye activamente en proyectos de investigación y publicaciones en instituciones como Oxford Neuroscience, American Clinical Neurophysiology Society, British Science Association, Neura Australia, Melbourne Neuroscience Institute y la Inamori Foundation en Japón.
Es el CEO de BIT WORK, una organización enfocada en la aplicación de la Ciencia del Bienestar y los avances de la Neurociencia para llevar soluciones y programas que ayuden a las empresas en temas de liderazgo, felicidad y el manejo de la cultura organizacional, a través de sus programas: BIT WORK ELITE, PROGRAMA PILARES Y PILARES ONE. Es el cofundador del Latin American Positive Psychology Association (LAPPA) una organización que tiene como objetivo llevar los últimos avances de la ciencia de la felicidad a través de EDUCATEMIA con programas en línea Crece y Comparte y Las 9 Transformaciones ONLINE.

## Obras
Es autor de los libros Yo Elijo Despertar (2015), El Liderazgo Científico, La Nueva Frontera – libro electrónico (2015), Bienestar 360° (2016), Le robé 15 minutos a mi vida (2001) y Panal de abejas (2010).